# エンパイアペガサス
エンパイアペガサス（欧字名:Empire Pegasus、2013年4月22日 - ）は、日本の競走馬、種牡馬。岩手競馬歴代最多重賞勝利数となる地方重賞19勝を挙げている。

## 経歴

### 2歳（2015年）
水沢の佐藤祐司厩舎に所属し10月26日盛岡競馬場の2歳C2でデビュー、1番人気に推されたが2着に敗れる。続くC2一組も惜しくも2着に敗れるが、デビュー3戦目のC1を6馬身差をつけ1着、初勝利を挙げる。その後、C1一組、B1と連勝し2歳シーズンを終える。

### 3歳（2016年）
3歳初戦、4月のスプリングカップで重賞初挑戦、2着のカントリーサイン以下に6馬身差をつけ圧勝、重賞初制覇となる。続くやまびこ賞は好位でレースを進め逃げ粘るメジャーリーガーを捕え半馬身差をつけ優勝、重賞2勝目を挙げた。次走、岩手所属馬のダービーにあたる岩手ダービーダイヤモンドカップは1.1倍の圧倒的人気に応え、好位から3コーナーで先頭に並ぶと直線で後続を突き放し5馬身差の圧勝。6連勝で重賞3連勝を飾った。3か月後、イーハトーブマイルは初めて58kgを背負ったが2着のメジャーリーガーに7馬身差をつけ連勝を7に伸ばした。続く不来方賞は1.3倍の圧倒的人気を集める。レースは2番手から早めに先頭に並びかけると4馬身差をつけて勝利、重賞5連勝を飾った。次走、全国交流のダービーグランプリで初めて他地区相手とのレースとなる。好位からレースを進めたが、逃げるトロヴァオに6馬身離された2着に敗れ連勝は8で止まった。その後、岩手競馬は1月から3月末まで開催がないため、浦和の平山真希厩舎に移籍、移籍初戦のけやき賞は1.7倍の人気に応え4馬身差の完勝。南関初勝利を挙げた。

### 4歳（2017年）
4歳初戦、チバテレ盃は先手を取り逃げ粘るも2頭に交わされ3着に敗れる。続く報知グランプリカップでも逃げ、好位から進めたムサシキングオーが迫ってくるも、最後はアタマ差凌ぎ1着、南関東の重賞初勝利を挙げた。なお、平山厩舎にとっては重賞初勝利となった。春になり、岩手競馬のシーズンが始まるため再び佐藤厩舎に移籍する。3か月後、あすなろ賞は2番手から直線で逃げるアントニオピサをクビ差捕らえて1着、再転入初戦を勝利で飾った。次走、みちのく大賞典は3コーナーで先頭に立つと後続に2馬身半差をつけ勝利、重賞8勝目を挙げた。その後はマーキュリーカップを予定していたが脚部不安のため休養に入る。復帰初戦、4か月半ぶりとなった絆カップは万全ではなかったのか6着に敗退。次走はダートグレード競走の浦和記念に挑戦、勝ったマイネルバサラに3.7秒差の6着に終わった。続く桐花賞はベンテンコゾウとの競り合いを1馬身半制し優勝、重賞9勝目を挙げた。

### 5歳（2018年）
前年のように冬は平山厩舎に転入、連覇を狙った報知グランプリカップは10着と惨敗する。続く金盃は後方から追い込んで4着に入った。次走、スポーツニッポン卯月杯は人気を裏切り6着に敗れる。その後は笠松競馬場に遠征、オグリキャップ記念に出走すると、2周目の3コーナーで先頭を奪い最後の直線では一気に差を広げて独走、2着に2.8秒差をつける圧勝で重賞10勝目を手にした。再び岩手に戻り転入初戦、初夏特別を勝利すると、続くみちのく大賞典を先に抜け出したチェリーピッカーを捕えると3馬身差をつけて連覇を達成した。次走、マーキュリーカップは中央馬相手は荷が重かったのか7着に敗れた。その後、青藍賞はベンテンコゾウと人気を分け合い、レースも2頭の一騎打ちとなるとクビ差退けて優勝した。2か月後、絆カップは5着に敗れたが、得意の長距離の北上川大賞典は1.1倍の圧倒的人気に応え2周目3コーナーで先頭に立つと、後続に大差をつけ1着、重賞12勝目を挙げた。

### 6歳（2019年）
この年も平山厩舎に転入し金盃に出走し9着、開催時期が変わった報知グランプリカップは10着とそれぞれ惨敗。佐藤厩舎に戻って初戦、桃花特別を8馬身差をつけ勝利する。連覇を狙ったオグリキャップ記念は4着に敗れた。3連覇を狙ったみちのく大賞典は逃げ馬を捕えられず最後は2着馬に交わされ3着に敗れた。4番人気で出走した青藍賞はロジストームとの叩き合いを制し、これに半馬身差をつけ優勝、連覇を達成した。その後は金沢競馬場に遠征、北國王冠は後方から脚を伸ばすも3着に敗れた。次走、白嶺賞は向こう正面から捲っていき4コーナーで先頭に立つとヤマショウブラックをハナ差退け重賞15勝目を手にした。予定していた北上川大賞典はボルデノン検出騒動により開催中止となる。ファン投票1位で挑んだ桐花賞はいったん先頭に立つもヤマショウブラックに交わされ1馬身1/4差の2着に敗れた。

### 7歳（2020年）
2020年は平山厩舎に転入せず、岩手競馬開幕まで休養を取る。3か月半ぶり、赤松杯は5着に敗れる。続くシアンモア記念は3着以下に9馬身差をつけたがランガディアにハナ差敗れ2着、4年連続出走となったみちのく大賞典は前年と同じく3着に敗れる。その後は休養に入り4か月後の金華特別は2着、続く北上川大賞典は楽な手応えのまま第3コーナーで前を交わし、直線で外から迫るフレッチャビアンカに1馬身半差をつけ優勝、中止となった前年を挟み、連覇を果たした。次走、桐花賞は中団でレースを進め、内から迫るヒガシウィルウィンに2馬身半差をつけ優勝、重賞17勝目を挙げた。

### 8歳（2021年）
前年と同じくオフシーズンは休養に入る。8歳初戦となった桃花特別は4着。シアンモア記念はヒガシウィルウィンとの叩き合いにクビ差敗れ2年連続2着となる。5年連続出走となったみちのく大賞典は中団追走から2周目3～4コーナーで前に取りつき、直線でヒガシウィルウィンとの叩き合いをハナ差下して優勝、同レース3勝目を飾った。マーキュリーカップは勝ったマスターフェンサーに3.9秒差つけられた7着に終わる。3か月後、金華特別はマツリダスティールに7馬身差つけられた2着、3連覇を狙った北上川大賞典は2周目4コーナーで馬なりのまま先頭に立つと後続をどんどん突き放し、2着レールガンに1.9秒差の大差をつけて1着、史上3頭目の3連覇を達成した。引退レースとして桐花賞に出走予定だったが、降雪による悪天候で中止。レース中止発表の後、引退式が開催された。引退後はヴェルサイユリゾートファームで種牡馬となる。

## 競走成績
以下の内容は、JBISサーチおよびnetkeiba.comに基づく。
| 競走日     | 競馬場 | 競走名                    | 格     | 距離（馬場）  | 頭 数 | 枠 番 | 馬 番 | オッズ （人気） | 着順 | タイム （上り3F） | 着差 | 騎手        | 斤量 [kg] | 1着馬（2着馬）         | 馬体重 [kg] |
| ---------- | ------ | ------------------------- | ------ | ------------- | ----- | ----- | ----- | --------------- | ---- | ----------------- | ---- | ----------- | --------- | ---------------------- | ----------- |
| 2015.10.26 | 盛岡   | 2歳C2                     |        | ダ1000m（良） | 8     | 4     | 4     | 001.70（1人）   | 02着 | R1:02.9（37.6）   | -0.1 | 0村上忍     | 55        | ジョンノビ             | 526         |
| 0000.11.08 | 盛岡   | 2歳C2一組                 |        | ダ1200m（稍） | 10    | 3     | 3     | 001.70（1人）   | 02着 | R1:16.8（39.9）   | -0.0 | 0村上忍     | 55        | オレンジジョディー     | 518         |
| 0000.11.21 | 水沢   | 2歳C1                     |        | ダ1300m（不） | 9     | 8     | 9     | 002.40（1人）   | 01着 | R1:23.7（39.7）   | -1.0 | 0阿部英俊   | 55        | （ソラトブヒャク）     | 515         |
| 0000.12.14 | 水沢   | 2歳C1一組                 |        | ダ1300m（不） | 9     | 4     | 4     | 002.60（2人）   | 01着 | R1:23.5（38.9）   | -0.3 | 0阿部英俊   | 55        | （サンドクリッパー）   | 521         |
| 0000.12.27 | 水沢   | 2歳B1                     |        | ダ1400m（不） | 6     | 5     | 5     | 001.30（1人）   | 01着 | R1:31.6（40.9）   | -0.9 | 0関本淳     | 55        | （ジョコビッチ）       | 520         |
| 2016.04.02 | 水沢   | スプリングC               | M3     | ダ1600m（良） | 12    | 4     | 4     | 008.80（3人）   | 01着 | R1:46.5（40.6）   | -0.9 | 0村上忍     | 56        | （カントリーサイン）   | 512         |
| 0000.05.01 | 盛岡   | やまびこ賞                | M3     | ダ1800m（不） | 9     | 3     | 3     | 001.60（1人）   | 01着 | R1:56.8（36.1）   | -0.1 | 0村上忍     | 56        | （メジャーリーガー）   | 514         |
| 0000.06.06 | 盛岡   | 岩手ダービーダイヤモンドC | M1     | ダ2000m（良） | 11    | 7     | 9     | 001.10（1人）   | 01着 | R2:09.4（39.8）   | -0.8 | 0村上忍     | 56        | （サンエイホープ）     | 515         |
| 0000.09.17 | 盛岡   | イーハトーブマイル        | M3     | ダ1600m（良） | 9     | 8     | 9     | 001.60（1人）   | 01着 | R1:40.1（37.4）   | -1.1 | 0村上忍     | 58        | （メジャーリーガー）   | 512         |
| 0000.10.23 | 盛岡   | 不来方賞                  | M2     | ダ2000m（良） | 9     | 4     | 4     | 001.30（1人）   | 01着 | R2:10.4（37.3）   | -0.7 | 0村上忍     | 56        | （ウインバーニング）   | 519         |
| 0000.11.20 | 水沢   | ダービーグランプリ        | M1     | ダ2000m（不） | 11    | 5     | 5     | 006.30（4人）   | 02着 | R2:09.0（38.3）   | -1.0 | 0村上忍     | 56        | トロヴァオ             | 532         |
| 0000.12.20 | 浦和   | けやき賞                  | A2     | ダ1900m（稍） | 10    | 6     | 7     | 001.70（1人）   | 01着 | R2:01.9（40.0）   | -0.7 | 0森泰斗     | 55        | （パッパーレ）         | 534         |
| 2017.01.12 | 船橋   | チバテレ盃                | OP     | ダ1700m（重） | 10    | 1     | 1     | 001.60（1人）   | 03着 | R1:50.0（39.8）   | -0.1 | 0森泰斗     | 56        | ポイントプラス         | 530         |
| 0000.02.08 | 船橋   | 報知グランプリC           | SIII   | ダ1800m（良） | 11    | 8     | 11    | 005.80（2人）   | 01着 | R1:55.8（39.9）   | -0.0 | 0村上忍     | 54        | （ムサシキングオー）   | 528         |
| 0000.05.20 | 盛岡   | あすなろ賞                | M3     | ダ1800m（良） | 9     | 6     | 6     | 001.50（1人）   | 01着 | R1:55.3（37.4）   | -0.1 | 0村上忍     | 57        | （アントニオピサ）     | 533         |
| 0000.06.18 | 水沢   | みちのく大賞典            | M1     | ダ2000m（良） | 9     | 7     | 7     | 001.40（1人）   | 01着 | R2:14.1（39.6）   | -0.4 | 0村上忍     | 57        | （アントニオピサ）     | 545         |
| 0000.11.05 | 盛岡   | 絆C                       | M2     | ダ1600m（良） | 14    | 3     | 4     | 003.20（2人）   | 06着 | R1:37.9（37.9）   | -1.2 | 0村上忍     | 57        | タイセイファントム     | 537         |
| 0000.11.23 | 浦和   | 浦和記念                  | JpnII  | ダ2000m（不） | 11    | 6     | 6     | 048.40（7人）   | 06着 | R2:11.9（40.9）   | -3.7 | 0村上忍     | 56        | マイネルバサラ         | 530         |
| 0000.12.31 | 水沢   | 桐花賞                    | M1     | ダ2000m（不） | 11    | 5     | 5     | 004.90（2人）   | 01着 | R2:08.4（38.8）   | -0.3 | 0菅原俊吏   | 57        | （ベンテンコゾウ）     | 543         |
| 2018.02.07 | 船橋   | 報知グランプリC           | SIII   | ダ1800m（稍） | 14    | 4     | 5     | 008.40（4人）   | 10着 | R1:55.8（40.3）   | -2.7 | 0森泰斗     | 56        | リッカルド             | 539         |
| 0000.02.21 | 大井   | 金盃                      | SII    | ダ2600m（良） | 16    | 3     | 5     | 023.50（9人）   | 04着 | R2:51.3（39.6）   | -1.0 | 0岡部誠     | 56        | クラージュドール       | 534         |
| 0000.04.05 | 川崎   | スポニチ卯月杯            | A1     | ダ2100m（良） | 11    | 7     | 9     | 003.30（1人）   | 06着 | R2:20.2（41.3）   | -1.5 | 0藤江渉     | 57        | オメガスカイツリー     | 534         |
| 0000.04.26 | 笠松   | オグリキャップ記念        | SPI    | ダ2500m（良） | 10    | 6     | 6     | 002.50（1人）   | 01着 | R2:45.3（38.8）   | -2.8 | 0岡部誠     | 56        | （アンカーマン）       | 536         |
| 0000.06.04 | 盛岡   | 初夏特別                  | A一    | ダ1800m（良） | 9     | 4     | 4     | 001.20（1人）   | 01着 | R1:53.4（37.6）   | -0.4 | 0菅原俊吏   | 57        | （ヒドゥンブレイド）   | 541         |
| 0000.06.17 | 水沢   | みちのく大賞典            | M1     | ダ2000m（良） | 8     | 2     | 2     | 001.30（1人）   | 01着 | R2:11.3（40.2）   | -0.5 | 0菅原俊吏   | 57        | （チェリーピッカー）   | 543         |
| 0000.07.16 | 盛岡   | マーキュリーC             | JpnIII | ダ2000m（良） | 14    | 4     | 5     | 070.50（6人）   | 07着 | R2:05.7（36.9）   | -2.2 | 0菅原俊吏   | 54        | ミツバ                 | 540         |
| 0000.09.09 | 水沢   | 青藍賞                    | M2     | ダ1600m（不） | 5     | 4     | 4     | 002.60（2人）   | 01着 | R1:39.2（37.3）   | -0.1 | 0菅原俊吏   | 57        | （ベンテンコゾウ）     | 536         |
| 0000.11.04 | 盛岡   | 絆C                       | M2     | ダ1600m（良） | 9     | 1     | 1     | 001.40（1人）   | 05着 | R1:38.7（37.3）   | -1.1 | 0菅原俊吏   | 57        | メイショウアイアン     | 536         |
| 0000.12.03 | 水沢   | 北上川大賞典              | M2     | ダ2500m（稍） | 8     | 5     | 5     | 001.10（1人）   | 01着 | R2:45.0（38.5）   | -2.2 | 0菅原俊吏   | 57        | （チェリーピッカー）   | 537         |
| 2019.02.06 | 大井   | 金盃                      | SII    | ダ2600m（重） | 15    | 7     | 13    | 026.00（7人）   | 09着 | R2:52.5（41.4）   | -2.7 | 0岡部誠     | 56        | サウンドトゥルー       | 545         |
| 0000.02.21 | 船橋   | 報知グランプリC           | SIII   | ダ1800m（稍） | 14    | 6     | 10    | 075.4（10人）   | 10着 | R1:55.7（39.8）   | -2.5 | 0高松亮     | 56.5      | タービランス           | 542         |
| 0000.03.30 | 水沢   | 桃花特別                  | A一    | ダ1600m（稍） | 12    | 1     | 1     | 001.10（1人）   | 01着 | R1:44.0（39.7）   | -1.3 | 0菅原俊吏   | 57        | （コスモロングソード） | 552         |
| 0000.04.25 | 笠松   | オグリキャップ記念        | SPI    | ダ2500m（重） | 10    | 8     | 10    | 007.70（4人）   | 04着 | R2:45.1（38.6）   | -1.0 | 0菅原俊吏   | 56        | カツゲキキトキト       | 548         |
| 0000.06.16 | 水沢   | みちのく大賞典            | M1     | ダ2000m（不） | 10    | 7     | 7     | 001.50（1人）   | 03着 | R2:05.3（38.0）   | -0.6 | 0菅原俊吏   | 57        | ハドソンホーネット     | 546         |
| 0000.09.08 | 盛岡   | 青藍賞                    | M2     | ダ1600m（良） | 10    | 2     | 2     | 009.70（4人）   | 01着 | R1:38.3（37.4）   | -0.1 | 0菅原俊吏   | 57        | （ロジストーム）       | 535         |
| 0000.11.10 | 金沢   | 北國王冠                  | 重賞   | ダ2600m（良） | 12    | 6     | 7     | 004.80（2人）   | 03着 | R2:55.6（40.0）   | -1.1 | 0菅原俊吏   | 56        | タガノゴールド         | 549         |
| 0000.12.16 | 水沢   | 白嶺賞                    | M3     | ダ1600m（不） | 11    | 6     | 8     | 002.70（2人）   | 01着 | R1:42.0（38.8）   | -0.0 | 0坂口裕一   | 57        | （ヤマショウブラック） | 540         |
| 0000.12.31 | 水沢   | 桐花賞                    | M1     | ダ2000m（不） | 12    | 7     | 10    | 001.40（1人）   | 02着 | R2:09.2（39.0）   | -0.2 | 0菅原俊吏   | 57        | ヤマショウブラック     | 540         |
| 2020.04.12 | 水沢   | 赤松杯                    | M3     | ダ1600m（良） | 12    | 2     | 2     | 002.40（2人）   | 05着 | R1:44.5（39.6）   | -2.2 | 0坂口裕一   | 57        | ランガディア           | 548         |
| 0000.05.10 | 水沢   | シアンモア記念            | M1     | ダ1600m（良） | 12    | 2     | 2     | 004.10（2人）   | 02着 | R1:43.0（39.0）   | -0.0 | 0山本聡哉   | 57        | ランガディア           | 540         |
| 0000.06.21 | 水沢   | みちのく大賞典            | M1     | ダ2000m（良） | 6     | 2     | 2     | 002.70（2人）   | 03着 | R2:13.4（37.4）   | -0.4 | 0山本聡哉   | 57        | ランガディア           | 536         |
| 0000.10.25 | 盛岡   | 金華特別                  | A一    | ダ1800m（不） | 11    | 3     | 3     | 003.50（2人）   | 02着 | R1:52.6（37.1）   | -0.3 | 0村上忍     | 57        | ジェイケイブラック     | 540         |
| 0000.12.07 | 水沢   | 北上川大賞典              | M2     | ダ2500m（稍） | 8     | 8     | 9     | 002.20（1人）   | 01着 | R2:44.9（38.2）   | -0.3 | 0村上忍     | 57        | （フレッチャビアンカ） | 546         |
| 0000.12.31 | 水沢   | 桐花賞                    | M1     | ダ2000m（不） | 12    | 2     | 2     | 004.70（3人）   | 01着 | R2:13.5（40.6）   | -0.4 | 0村上忍     | 57        | （ヒガシウィルウィン） | 544         |
| 2021.03.29 | 水沢   | 桃花特別                  | A一    | ダ1600m（重） | 9     | 2     | 2     | 002.10（2人）   | 04着 | R1:41.8（38.9）   | -0.8 | 0村上忍     | 56        | タイセイブラスト       | 545         |
| 0000.05.09 | 水沢   | シアンモア記念            | M1     | ダ1600m（良） | 10    | 8     | 9     | 007.70（4人）   | 02着 | R1:42.0（37.9）   | -0.0 | 0山本政聡   | 57        | ヒガシウィルウィン     | 556         |
| 0000.06.20 | 水沢   | みちのく大賞典            | M1     | ダ2000m（良） | 9     | 3     | 3     | 002.30（1人）   | 01着 | R2:12.2（38.3）   | -0.0 | 0山本政聡   | 57        | （ヒガシウィルウィン） | 546         |
| 0000.07.20 | 盛岡   | マーキュリーC             | JpnIII | ダ2000m（良） | 13    | 4     | 4     | 058.80（7人）   | 07着 | R2:09.6（39.8）   | -3.9 | 0山本政聡   | 54        | マスターフェンサー     | 545         |
| 0000.10.26 | 盛岡   | 金華特別                  | A一    | ダ1800m（重） | 11    | 4     | 4     | 004.00（3人）   | 05着 | R1:54.0（37.4）   | -2.3 | 0七夕裕次郎 | 57        | マツリダスティール     | 546         |
| 0000.11.21 | 水沢   | 北上川大賞典              | M2     | ダ2500m（稍） | 10    | 6     | 6     | 003.00（2人）   | 01着 | R2:43.0（39.9）   | -1.9 | 0山本政聡   | 57        | （レールガン）         | 544         |

## 血統表
| エンパイアペガサスの血統           | エンパイアペガサスの血統                                                                                | エンパイアペガサスの血統                                                                                | （血統表の出典）                                                                                        | （血統表の出典） |
| 父系                               | ミスタープロスペクター系                                                                                | ミスタープロスペクター系                                                                                | ミスタープロスペクター系                                                                                | [ § 2 ]          |
| 父 *エンパイアメーカー 2000 黒鹿毛 | 父の父Unbridled 1987 黒鹿毛                                                                             | Fappiano                                                                                                | Mr. Prospector                                                                                          | Mr. Prospector   |
| 父 *エンパイアメーカー 2000 黒鹿毛 | 父の父Unbridled 1987 黒鹿毛                                                                             | Fappiano                                                                                                | Killaloe                                                                                                |                  |
| 父 *エンパイアメーカー 2000 黒鹿毛 | 父の父Unbridled 1987 黒鹿毛                                                                             | Gana Facil                                                                                              | Le Fabuleux                                                                                             | Le Fabuleux      |
| 父 *エンパイアメーカー 2000 黒鹿毛 | 父の父Unbridled 1987 黒鹿毛                                                                             | Gana Facil                                                                                              | Charedi                                                                                                 |                  |
| 父 *エンパイアメーカー 2000 黒鹿毛 | 父の母Toussaud 1989 黒鹿毛                                                                              | El Gran Senor                                                                                           | Northern Dancer                                                                                         | Northern Dancer  |
| 父 *エンパイアメーカー 2000 黒鹿毛 | 父の母Toussaud 1989 黒鹿毛                                                                              | El Gran Senor                                                                                           | Sex Appeal                                                                                              |                  |
| 父 *エンパイアメーカー 2000 黒鹿毛 | 父の母Toussaud 1989 黒鹿毛                                                                              | Image of Reality                                                                                        | In Reality                                                                                              | In Reality       |
| 父 *エンパイアメーカー 2000 黒鹿毛 | 父の母Toussaud 1989 黒鹿毛                                                                              | Image of Reality                                                                                        | Edee's Image                                                                                            |                  |
| 母 *ステージトリック 2006 栗毛     | 母の父Distorted Humor 1993 栗毛                                                                         | *フォーティナイナー                                                                                     | Mr. Prospector                                                                                          | Mr. Prospector   |
| 母 *ステージトリック 2006 栗毛     | 母の父Distorted Humor 1993 栗毛                                                                         | *フォーティナイナー                                                                                     | File |                  |
| 母 *ステージトリック 2006 栗毛     | 母の父Distorted Humor 1993 栗毛                                                                         | Danzig's Beauty                                                                                         | Danzig                                                                                                  | Danzig           |
| 母 *ステージトリック 2006 栗毛     | 母の父Distorted Humor 1993 栗毛                                                                         | Danzig's Beauty                                                                                         | Sweetest Chant                                                                                          |                  |
| 母 *ステージトリック 2006 栗毛     | 母の母Engaging 1994 栗毛                                                                                | Private Account                                                                                         | Damascus                                                                                                | Damascus         |
| 母 *ステージトリック 2006 栗毛     | 母の母Engaging 1994 栗毛                                                                                | Private Account                                                                                         | Numbered Account                                                                                        |                  |
| 母 *ステージトリック 2006 栗毛     | 母の母Engaging 1994 栗毛                                                                                | Starlet Storm                                                                                           | Storm Bird                                                                                              | Storm Bird       |
| 母 *ステージトリック 2006 栗毛     | 母の母Engaging 1994 栗毛                                                                                | Starlet Storm                                                                                           | Cinegita                                                                                                |                  |
| 母系(F-No.)                        | (FN:25)                                                                                                 | (FN:25)                                                                                                 | (FN:25)                                                                                                 | [ § 3 ]          |
| 5代内の近親交配                    | Mr. Prospector 4×4＝12.50%、Northern Dancer 4×5･5＝12.50%、In Reality 4×5＝9.38%、Buckpasser 5×5＝6.25% | Mr. Prospector 4×4＝12.50%、Northern Dancer 4×5･5＝12.50%、In Reality 4×5＝9.38%、Buckpasser 5×5＝6.25% | Mr. Prospector 4×4＝12.50%、Northern Dancer 4×5･5＝12.50%、In Reality 4×5＝9.38%、Buckpasser 5×5＝6.25% | [ § 4 ]          |
| 出典                               | 1. 2. 3. 4.                                                                                             | 1. 2. 3. 4.                                                                                             | 1. 2. 3. 4.                                                                                             | 1. 2. 3. 4.      |